# Besenborte

Besenborte

Schiffchenbandwebstuhl mit Besenborte

Auftrennen der beiden gemeinsam gewebten Hälften der Besenborte

Die Besenborte ist ein typischer Besatzartikel für die Damenoberbekleidung zum Ende des 19. Jahrhunderts. 
Sie besteht aus einem fest gewebten Teil, aus dem zur Seite hin abgeschnittene Schussfäden wie ein kleiner Besen herausragen. Die Damen trugen zu dieser Zeit Röcke und Kleider, die bis zum Boden reichten. Der ständige Kontakt des Rocksaumes führte zu dessen rascher Verschmutzung und zum Verschleiß. Die Besenborte wurde daher als Schutz verwendet. Der fest gewebte Teil wurde auf die Innenseiten der bodenlangen Röcke und Kleider genäht, sodass diese vor dem direkten Bodenkontakt geschützt wurden.
Als Material wurde für Besenborte meist Mohairgarn verwendet, weil diese Garne besonders fest und verschleißresistent sind.
Zur Herstellung diente ein Schiffchenbandwebstuhl. Damit wurden pro Webstelle (Gang) immer zwei Besenborten produziert, die erst nach dem Webprozess aufgeschnitten wurden.
Im Volksmund nannte man diese Borte auch „Straßenfeger“.